# Antiguo Palacio del Arzobispado (México)
El antiguo palacio del Arzobispado es un edificio ubicado en la calle Moneda 4 en el centro histórico de la Ciudad de México. Fue fundado en 1530 para funcionar como residencia del arzobispo de la Arquidiócesis de México y reedificado en su totalidad a mediados del siglo XVIII. Desde 1994 alberga al Museo de la Secretaría de Hacienda y Crédito Público. Fue declarado monumento histórico el 9 de febrero de 1931.

## Historia
El 13 de octubre de 1525, a cuatro años de la caída de Tenochtitlan y la posterior edificación de la Ciudad de México se crea la diócesis de México. Carlos I propone a la Santa Sede el nombre de Fray Juan de Zumárraga para titular del mismo y así lo nombra el 12 de diciembre de 1527. A principios de diciembre de 1528 el franciscano llega a la Ciudad de México. Hernán Cortés, al distribuir los solares de la nueva ciudad, había destinado al centro de la ciudad dos solares contiguos para la catedral y el obsipado, sin embargo el obispo Zumárraga no quiso edificar ahí. Decidió comprar dos casas colindantes que se ubicaban cerca de la iglesia, propiedad de Martín López y Andrés Núñez respectivamente. Hernán Medel, el apoderado de ambos firmó el 21 de marzo de 1530 la escritura con Francisco de Herrera, apoderado del obispo. Una vez adquiridas, el obispo comisionó al mayordomo de la catedral Cristóbal de Valderrama para que acondicionara las casas y realizara las adecuaciones necesarias para su nueva función.
Sobre el palacio del arzobispado en el siglo XVI, Francisco Cervantes de Salazar recopiló un testimonio realizado en 1554:

Alfaro: ¿De quién es aquella elevada casa a la izquierda, con elegantes jambajes, y cuya azotea tiene a los extremos dos torres, mucho más altas que la del centro? 
 Zuazo: Es el palacio arzobispal, en el que hay que admirar aquel primer piso adornado de rejas de hierro, que estando tan levantado del suelo, descansa hasta la altura de las ventanas sobre un cimiento firme y sólido

Alfaro: Ni con minas le derribarán.

Durante la inundación de 1629 el palacio resultó seriamente afectado y fue necesario realizarle diversas reparaciones. En 1720 fue ampliado por el arzobispo Pérez de Lanciego, quien en 1722 también mandó construir la cárcel en una sección del edificio.
En 1730 Juan Antonio Vizarrón y Eguiarreta es nombrado arzobispo de México y en 1734 virrey de la nueva España, cargos que ostentó hasta su muerte en 1747, durante su mandato el palacio del arzobispado fue reedificado en su totalidad, la obra se le encomendó al arquitecto José Miguel de Rivera Sarabia. En este periodo fue elaborada la portada monumental con estípites pareados, los cuales fueron los primeros de la ciudad en ser realizados en una fachada y finalmente en 1771 el obispo Alonso Nuñez de Haro adquirió una casa contigua con el fin de ampliar el palacio con lo que adquirió la anchura que conserva actualmente.
En la prisión del edificio murió el 4 de octubre de 1808 el licenciado Francisco Primo de Verdad y Ramos, detenido por haber sido partidario de las ideas del movimiento independentista.
El palacio del arzobispado alojó 33 obispos en total. El 12 de julio de 1859 fue expedida en Veracruz la ley de Nacionalización de Bienes Eclesiásticos, a consecuencia en 1861 la mayor parte del edificio fue vendido, sin embargo una parte fue ocupada nuevamente por el obispo durante el Segundo Imperio Mexicano. En 1867 con el triunfo definitivo de la república fue abandonado definitivamente y se establecieron las oficinas de la contaduría mayor, el archivo de hacienda, la pagaduría de pensiones y una imprenta, mientras que la sección que fue la cárcel y el segundo patio fueron vendidos a particulares.